# Skärkinds distrikt
Skärkinds distrikt är ett distrikt i Norrköpings kommun och Östergötlands län. 
Distriktet ligger i sydväst om Norrköping. 

## Tidigare administrativ tillhörighet
Distriktet inrättades 2016 och utgör socknen Skärkind i Norrköpings kommun.
Området motsvarar den omfattning Skärkinds församling hade vid årsskiftet 1999/2000.